# Hôn nhân cùng giới ở Maryland
Hôn nhân cùng giới đã được công nhận hợp pháp tại tiểu bang Maryland của Hoa Kỳ kể từ ngày 1 tháng 1 năm 2013. Vào năm 2012, các đại diện đảng Dân chủ của tiểu bang, do Thống đốc Martin O'Malley dẫn đầu, đã bắt đầu một chiến dịch hợp pháp hóa. Sau nhiều cuộc tranh luận, một đạo luật cho phép kết hôn cùng giới đã được Đại hội đồng thông qua (Cơ quan lập pháp lưỡng viện của Maryland, bao gồm Thượng viện và Hạ viện) vào tháng 2 năm 2012 và được ký vào ngày 1 tháng 3 năm 2012. Luật này có hiệu lực vào ngày 1 tháng 1 năm 2013. Sau khi 52,4% cử tri chấp thuận một cuộc trưng cầu dân ý toàn tiểu bang được tổ chức vào ngày 6 tháng 11 năm 2012. Cuộc bỏ phiếu được ca ngợi là một bước ngoặt của các nhà hoạt động vì quyền của người đồng tính và đánh dấu lần đầu tiên quyền kết hôn ở Hoa Kỳ được phổ biến cho các cặp cùng giới bỏ phiếu.
Khi sự phát triển của phong trào hôn nhân cùng giới vào đầu những năm 1970, Maryland đã thiết lập luật đầu tiên ở Hoa Kỳ xác định rõ ràng hôn nhân là sự kết hợp giữa nam và nữ. Nỗ lực cả hai cấm và hợp pháp hóa hôn nhân cùng giới trong những năm 1990 và 2000 đã không giành được đủ sự hỗ trợ từ các ủy ban trung ương của cơ quan lập pháp nhà nước. Chính quyền Công giáo La Mã trên toàn bang đã kiên quyết phản đối việc hợp pháp hóa hôn nhân cùng giới, nói rằng nó mâu thuẫn sâu sắc với lợi ích tốt nhất của xã hội và sẽ đe dọa tự do tôn giáo. Các cuộc tranh luận đã tạo ra tranh chấp giữa các cá nhân có truyền thống về nguyên nhân và gây ra sự chỉ trích gay gắt từ các nhà lãnh đạo tôn giáo người Mỹ gốc Phi nói rằng hôn nhân cùng giới sẽ "phá vỡ kết cấu văn hóa."
Trước khi thông qua Đạo luật bảo vệ hôn nhân dân sự, tiểu bang đã công nhận hôn nhân cùng giới được thực hiện tại các khu vực tài phán khác sau khi công bố năm 2010 về ý kiến pháp lý từ Tổng chưởng lý Doug Gansler trong phân tích 9 tháng về luật đồng tính. Vào năm 2012, Tòa phúc thẩm Maryland đã duy trì phân tích của Gansler và đưa ra quyết định nhất trí tại Port v. Cowan thấy rằng một cuộc hôn nhân cùng giới được thực hiện ngoài tiểu bang phải được coi là bình đẳng và hợp lệ theo luật tiểu bang, bất chấp quyết định trước đó của Conaway v. Deane (2007) trong đó tòa án giữ nguyên lệnh cấm theo luật định đối với hôn nhân cùng giới là hiến pháp.